# Аэропорт Внуково (станция метро)
«Аэропо́рт Вну́ково» — конечная станция Солнцевской линии Московского метрополитена. Располагается в районе Внуково (НАО) под парковками аэропорта Внуково, по которому и получила своё название; Внуково стал первым из аэропортов московского авиационного узла, имеющим прямую пересадку на метро, и первым из подобных в России. Станция открылась 6 сентября 2023 года в составе участка «Рассказовка» — «Аэропорт Внуково». Одна из пяти конечных станций без оборотного тупика. Переход поезда на один из двух главных путей на таких станциях осуществляется через перекрёстный съезд.

## История
6 августа 2012 года исполняющий обязанности заместителя мэра Москвы по градостроительной политике и строительству Марат Хуснуллин заявил, что метро во Внуково может прийти только после 2020 года.
10 сентября 2014 года заммэра Москвы по градостроительной политике Марат Хуснуллин заявил, что власти Москвы подберут площадку для метро во Внукове к концу года.
Согласно проекту Новомосковского административного округа, представленному на публичных слушаниях в феврале 2015 года, продление линии до Внукова было запланировано на 2025—2035 годы с двумя станциями на участке длиной 5,4 км.
1 апреля 2016 года Марат Хуснуллин заявил, что прорабатывается возможность продления Солнцевской линии после станции «Рассказовка» до Внукова.
9 октября 2017 года было объявлено, что разработка документации для продления Солнцевской линии во Внуково может быть завершена в течение полутора лет.
В декабре 2017 года стало известно, что станция, возможно, будет построена в наземном варианте для удобства интеграции с инфраструктурой аэропорта.
В январе 2019 года градостроительно-земельная комиссия Москвы одобрила проект продления Солнцевской линии метро до станции «Внуково», её было решено строить наземной рядом с аэропортом.
В марте 2019 года было принято решение строить станцию подземной. Участок перегона от станции «Пыхтино» пройдёт по крытому метромосту.

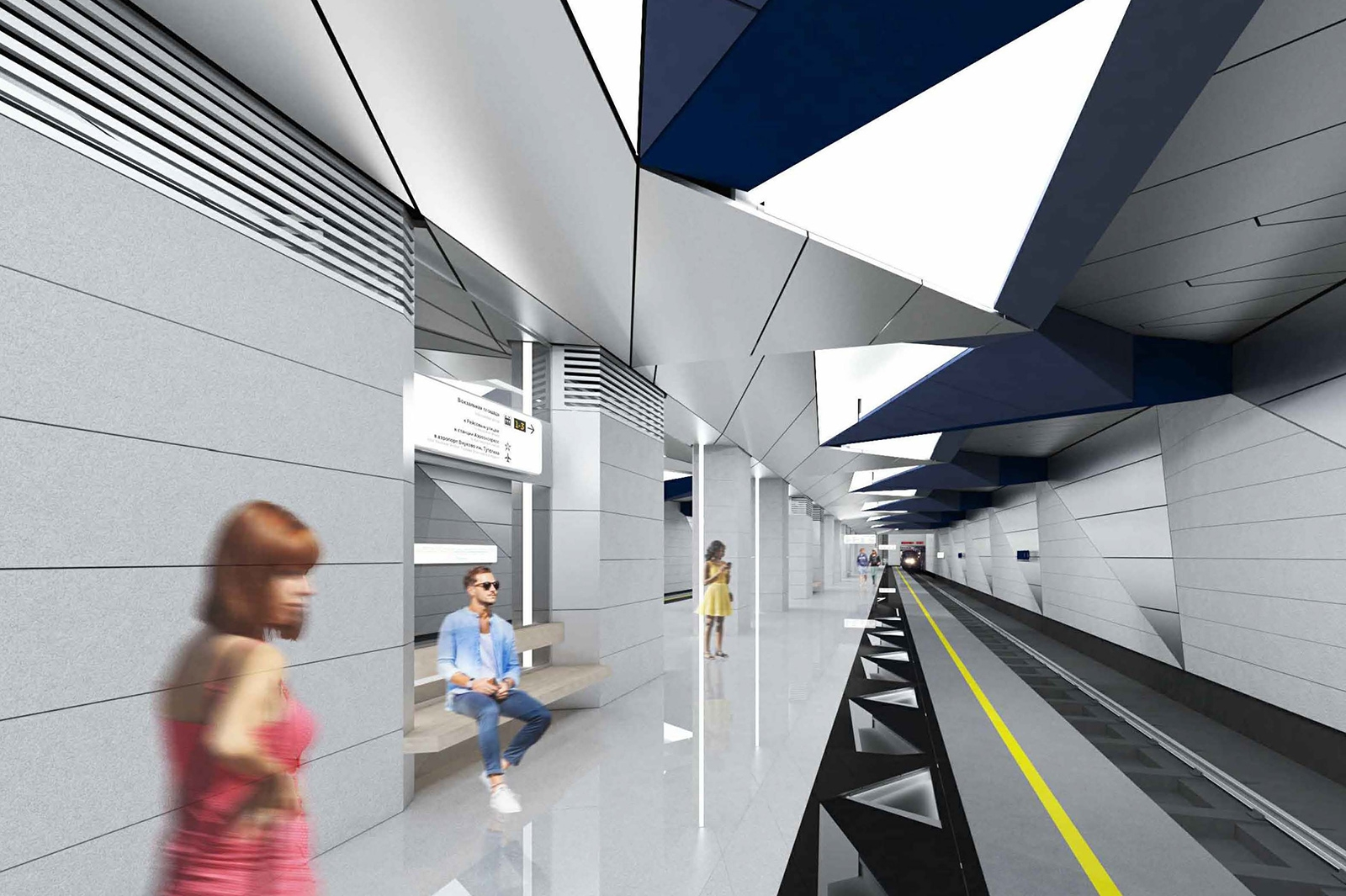
Проект станции июня 2020 года

22 июля 2020 года в своём твиттере мэр Сергей Собянин вновь сообщил, что станция будет наземной и расположится на территории паркингов перед аэропортом.
11 ноября 2020 года в Комплексе градостроительной политики и строительства города Москвы сообщили, что станцию интегрируют в инфраструктуру аэропорта, а также для неё будет предусмотрен один подземный вестибюль.
10 февраля 2023 года мэр Москвы Сергей Собянин утвердил название станции «Аэропорт Внуково».
По состоянию на март 2023 года, ожидалось, что станцией будут пользоваться более 22 000 пассажиров в сутки.
8 мая 2024 года в Новой Москве были упразднены поселения в пользу новых районов, а также произошёл обмен участками территорий существующих районов с вновь образованными. В результате реформы станция, располагавшаяся на территории района Внуково Западного административного округа, оказалась в одноимённом укрупнённом районе Новомосковского административного округа[значимость факта?].

### Строительство
Работы выполнял подрядчик ООО «ИБТ».
2 июня 2022 года завершены работы по проходке первого тоннеля Солнцевской линии Московского метрополитена до аэропорта Внуково.

### Пуск
В апреле 2023 года были планы открытия станции «в начале осени 2023 года».
По состоянию на начало августа открытие станции планировалось 28 августа. По состоянию на конец августа открытие станции для пассажиров предполагается также в начале осени 2023 года.
4 сентября 2023 года был введён режим «Метро» — это означает штатное функционирование всех служб участка, включая движение поездов, но без перевозки пассажиров.

### Оборот поездов
Оборотные тупики за станцией отсутствуют, поезд прибывает на тот путь, с которого и пойдёт обратно. За станцию он не проезжает.

## Открытие
Открытие станции состоялось 6 сентября 2023 года.

## Архитектура и оформление
«Мы решили продолжить архитектурную концепцию терминала и завершить композицию уникального транспортного узла „Внуково“. Новая станция — это ещё одни ворота аэропорта, приглашающие путешественников в воздушную гавань»,
 — рассказывает архитектор, автор станции «Аэропорт Внуково» Леонид Борзенков.

## Функционал станции
В будни сентября 2023 года станцией пользовалось по 8—9 тысяч человек в день.

## Перспективы
В 2021 году озвучивались планы по продлению Солнцевской линии за «Аэропорт Внуково» в случае проведения выставки «Экспо-2030». Хотя 23 мая 2022 года Россия отозвала заявку на участие в ней, согласно сообщению инсайдеров, продление Солнцевской линии за «Аэропорт Внуково» по-прежнему рассматривается в отдалённой перспективе, не имея официальных подтверждений, однако впоследствии Мосархитектура выпустила распоряжение о подготовке проекта планировки территории (ППТ).

## Наземный общественный транспорт
На этой станции можно пересесть на следующие маршруты городского пассажирского транспорта:
- Автобусы: 126, 272, 579, 878, 889, 911, н11

## Фотогалерея
| - Поезд на станции, оформление путевой стены и портрет А. А. Туполева - Вид с балкона, портрет А. Н. Туполева - Эскалатор на станции - Название станции на путевой стене |

### Комментарии
1. ↑  Аналогичное путевое развитие у «Александровского сада», «Кунцевской», «Москва-Сити» и «Алма-Атинской»